# نارینه دیلباریان
نارینه هاکوبی دیلباریان (ارمنی: Նարինե Հակոբի Դիլբարյան؛ انگلیسی: Narine Dilbaryan؛ ۲۷ نوامبر ۱۹۶۵) زبان‌شناس متخصص در زمینه ارمنی کلاسیک، تاریخ ادبیات ارمنی،  و استاد دانشگاه اهل ارمنستان است

## زندگی‌نامه
وی در ۲۷ نوامبر ۱۹۶۵ در ایروان به دنیا آمد و از دانشگاه دولتی ایروان فارغ‌التحصیل گشت وی در فعالیت دانشگاه دولتی ایروان می‌کند.

## یادداشت
1. ↑  Բանասիրական գիտությունների թեկնածու